# ФК ПСВ Ајндховен
Филипсова спортска унија (хол. Philips Sport Vereniging), скраћено Песве Ајндховен или само ПСВ, јесте спортско друштво из Ајндховена у Холандији, од којег је најпознатији фудбалски клуб. Своје домаће утакмице ПСВ игра на Филипс стадиону, капацитета 35.000 места, који се налази у ајндховенској општини Стријп.
ПСВ је један од три клуба из Холандије који је освојио Куп европских шампиона (1988), поред Ајакса и Фајенорда. Клуб је такође у Европи освојио и УЕФА куп 1978.

## Трофеји

### Национални
- Ередивизија: 26
  - 1928/29, 1934/35, 1950/51, 1962/63, 1974/75, 1975/76, 1977/78, 1985/86, 1986/87, 1987/88, 1988/89, 1990/91, 1991/92, 1996/97, 1999/00, 2000/01, 2002/03, 2004/05, 2005/06, 2006/07, 2007/08, 2014/15, 2015/16, 2017/18, 2023/24, 2024/25.
- Куп Холандије: 11
  - 1949/50, 1973/74, 1975/76, 1987/88, 1988/89, 1989/90, 1995/96, 2004/05, 2011/12, 2021/22, 2022/23.
- Суперкуп Холандије: 15
  - 1992, 1996, 1997, 1998, 2000, 2001, 2003, 2008, 2012, 2015, 2016, 2021, 2022, 2023, 2025.

### Европски
- Куп европских шампиона: 1
  - 1987/88.
- УЕФА куп: 1
  - 1977/78.